# Hyacinthe de Quatrebarbes (1644-1703)
Pour les articles homonymes, voir Hyacinthe de Quatrebarbes.
Pour les autres membres de la famille, voir Famille de Quatrebarbes.
Hyacinthe de Quatrebarbes, marquis de La Rongère (1688), vicomte de Saint-Denis-du-Maine, baron de Villiers-Charlemagne, né le 1er janvier 1644 à Saint-Sulpice (Mayenne)  et mort à Paris le 22 décembre 1703 fut en 1684 chevalier d'honneur d'Élisabeth-Charlotte de Bavière, duchesse d'Orléans.

## Biographie
Membre de la famille de Quatrebarbes, il est le fils de René de Quatrebarbes,  seigneur de La Rongère, de Saint-Sulpice et de Saint-Denis-du-Maine, chevalier de l'ordre du roi, et de Jacqueline de Preaulx, dame de Beauvais. Marié en 1662 à Françoise de Plessis-Châtillon, dame du Boisbéranger (mort en 1674), et vers 1680 avec Marie de Ruellan, il eut de son premier mariage un garçon mort au berceau et deux filles.
Nommé en 1684 chevalier d'honneur d'Élisabeth-Charlotte de Bavière, duchesse d'Orléans, mère du Régent, et en 1688 chevalier de l'ordre du Saint-Esprit, et commandeur des ordres du roi, il fut créé marquis de La Rongère par lettres patentes de Louis XIV du 31 décembre 1688.

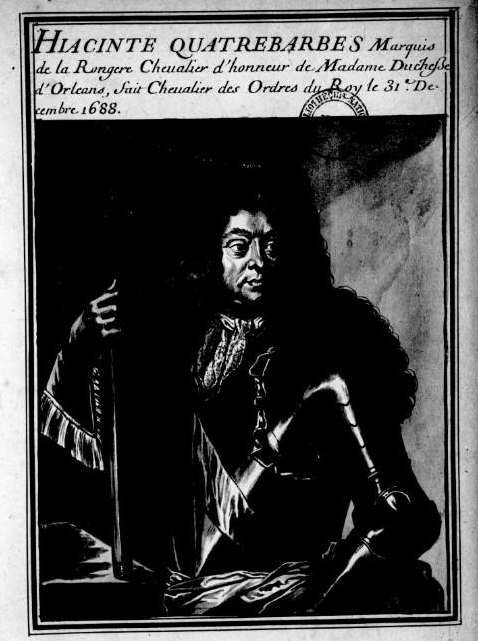
Hyacinthe Quatrebarbes, marquis de La Rongère.

Il mourut le 22 décembre 1703 à Paris dans l'appartement qu'il occupait au Palais-Royal en raison de sa charge et fut inhumé dans l'église des Grands-Augustins. Il fut, selon Saint-Simon, « l'un des plus beaux et des plus honnêtes hommes de la cour du grand roi ». 
La collection Clairambault sur l'ordre du Saint-Esprit contient deux portraits au lavis d'Hyacinthe de Quatrebarbes (nos 3.027 et 4.993).
Ses armoiries sont répertoriées dans l'armorial général de France de 1696,.

## Source
- « Hyacinthe de Quatrebarbes (1644-1703) », dans Alphonse-Victor Angot et Ferdinand Gaugain, Dictionnaire historique, topographique et biographique de la Mayenne, Laval, A. Goupil, 1900-1910 [détail des éditions] (BNF 34106789, présentation en ligne)